# 1528 Конрада
1528 Конрада (1528 Conrada) — астероїд головного поясу, відкритий 10 лютого 1940 року.
Тіссеранів параметр щодо Юпітера — 3,488.